# 舒淇的私密空间献声集
《舒淇的私密空间献声集》是電影《玉蒲团之玉女心經》的原聲帶大碟，其中部份由舒淇獨白或聲演。

## 曲目
1. 墓前
2. 献身
3. 迷惑
4. 解放
5. 撕杀
6. 出浴
7. 迷
8. 新欢
9. 决战
10. 天下第一奇书

## 外部連結
- 音评:《舒淇的私密空间 献声集》 （页面存档备份，存于）